# Tulsa Challenger 1999
Il Tulsa Challenger 1999 è stato un torneo di tennis facente parte della categoria ATP Challenger Series nell'ambito dell'ATP Challenger Series 1999. Il torneo si è giocato a Uniti Tulsa negli Stati Uniti dal 4 al 10 ottobre 1999 su campi in cemento.

## Vincitori

### Singolare
André Sá ha battuto in finale  Jimy Szymanski con il punteggio di 6–2, 7–6

### Doppio
Jeff Coetzee /  Alejandro Hernández hanno battuto in finale  James Blake /  Thomas Blake con il punteggio di 6–2, 6–1